# Chiesa della Santissima Trinità (Baselga di Piné)
La chiesa della Santissima Trinità è la parrocchiale a Faida, frazione di Baselga di Piné, in Trentino. Risale al XVII secolo.

## Storia
La costruzione del primo edificio di culto è certamente antecedente al 1673 perché in tale data viene citato in un documento come già esistente.
Circa un secolo più tardi questo primo edificio di culto venne ritenuto non più adatto alle esigenze dei fedeli e si iniziò a raccogliere la somma necessaria all'erezione di una nuova chiesa.
Nel 1805 l'antica cappella venne elevata a dignità di espositura, sussidiaria alla pieve di Piné.
Finalmente la nuova chiesa venne eretta tra il 1857 e il 1861, e appena ultimata venne benedetta.
Nel 1878 venne celebrata la sua consacrazione.
Col nuovo secolo, nel 1908, venne pavimentata la sala.
Nel primo dopoguerra gli interni vennero decorati e vennero restaurate le pareti esterne.
Nella seconda parte del XX secolo si ripresero gli interventi conservativi e migliorativi, e venne posta una zoccolatura in porfido alla base dell'edificio.
Ottenne dignità di parrocchia nel 1963.
Un nuovo ciclo di restauri interessò l'edificio a partire dal 1982. Fu sistemata la copertura del tetto con altre lastre di porfido, venne posta una copertura in rame alla cupola del campanile, vennero restaurate le opere pittoriche sulle pareti e riparati i piccoli danni causati dal terremoto di sei anni prima.
A partire dal 2008 si è intervenuti sulla facciata, proteggendola con un intonaco resistente agli attacchi dell'umidità, e si è ridotta la precedente zoccolatura in porfido.